# Miocyon
Miocyon és un gènere de mamífer carnivoraforme extint que visqué durant l'Eocè mitjà. Se n'han trobat restes fòssils als Estats Units i el Canadà.